# 横山隆志
横山隆志（1913年12月24日—1945年）是一名日本男子游泳运动员。他在1932年洛杉矶夏季奥林匹克运动会中，参加了男子游泳比赛并获得男子4x200米自由泳接力金牌。